# Chicoutimi (U-Boot)
Die Chicoutimi, auch HMCS Chicoutimi, (Kennung: SSK 879) ist ein U-Boot der Victoria-Klasse der kanadischen Marine. Es ist für den Einsatz in Küstengebieten, hauptsächlich zur Verteidigung gegen feindliche Flottenverbände und U-Boote konzipiert. Sie wurde als HMS Upholder  (Kennung: S40) für den Submarine Service der britischen Marine gebaut und später von Kanada übernommen. Die Klasse wurde ebenfalls umbenannt, von Upholder- in Victoria-Klasse. Während der Überführungsfahrt gab es an Bord ein Feuer, bei dem ein Seemann ums Leben kam.

## Geschichte
Das U-Boot wurde für die Royal Navy als Upholder und Typschiff der Upholder-Klasse gebaut. Benannt wurde sie nach dem im Zweiten Weltkrieg gebauten U-Boot Upholder.
Der Bau erfolgte durch Vickers Shipbuilding & Engineering Limited und am 2. Dezember 1986 erfolgte der Stapellauf. Wegen eines möglichen Problems mit den Torpedorohren verspätete sich die Indienststellung auf den 2. Juni 1990. Nach dem Ende des Kalten Krieges führten Sparmaßnahmen zur Einstellung des Programms und zur Außerdienststellung im April 1994, gemeinsam mit den drei Schwesterschiffen der Klasse.
Im Jahr 1998 wurde das Boot an Kanada verkauft und dort als Chicoutimi, benannt nach der Stadt Chicoutimi, in Dienst gestellt.

## Überführung und Unfall
Seit der Außerdienststellung waren mehrere Jahre vergangen, als mit den Arbeiten begonnen wurde, um das Boot wieder in Dienst zu stellen. Bei den Arbeiten wurde festgestellt, dass Teile des Schiffes stark korrodiert und nicht mehr sicher waren. Der Druckkörper war hiervon nicht betroffen. Teile der Einbauten waren defekt oder ausgeschlachtet worden, um Ersatzteile für ihr Schwesterschiff, die Corner Brook, zu gewinnen. Die Chicoutimi wurde als letztes der in Victoria-Klasse umbenannten Boote am 2. Oktober 2004 auf der Faslane Naval Base übergeben. Zwei Tage später brach sie zur Überführung in ihren den neuen Heimathafen CFB Halifax in Nova Scotia auf.
Am 5. Oktober fuhr das Boot aufgetaucht durch schwere See etwa 160 km nordwestlich von County Mayo, Irland. Beide Luken im Turmausguck waren offen gelassen worden und etwa 2000 Liter Salzwasser drangen in das Schiff ein. Das Salzwasser verursachte Kurzschlüsse und ein Feuer. Neun Besatzungsmitglieder erlitten Rauchvergiftungen und das Boot trieb antriebslos in der schweren See. Drei der Besatzungsmitglieder wurden am nächsten Tag in das Sligo General Hospital auf Irland ausgeflogen, eines in kritischem Zustand. Am 6. Oktober bestätigte Kanadas Premierminister, dass einer der Verletzten auf dem Weg ins Krankenhaus gestorben sei.
Mehrere irische und britische Schiffe leisteten Hilfe. Ein irisches Schiff, die Róisín, wurde durch die schwere See beschädigt und musste wieder in den Heimathafen abdrehen. Um 14 Uhr Ortszeit erreichte die Fregatte Montrose der Royal Navy die Chicoutimi zusammen mit dem Versorger Wave Knight, und weitere drei Schiffe waren auf dem Weg. Später stieß die irische Aoife zu den Schiffen und übernahm die Koordinierung des Rettungs- und Bergungseinsatzes. Am Abend des 7. Oktobers hatte sich das Wetter gebessert und die Chicoutimi wurde vom britischen Schlepper der Küstenwache Anglian Prince ins Schlepp genommen, um sie wieder nach Faslane, Schottland, zu bringen. Der Schlepper wurde später vom US Submarine Support Vessel Carolyn Chouest abgelöst, was die Schleppgeschwindigkeit von drei auf etwa acht oder neun Knoten erhöhte. Am Abend des 10. Oktober erreichte man den Hafen, zusammen mit der kanadischen Fregatte St. John’s, die nach der Nachricht des ausgebrochenen Feuers über den Atlantik geeilt war.
Die Ereignisse belebten in Kanada erneut die Debatte über die neuen U-Boote, führte aber auch in Irland zu einer Debatte über die Fähigkeiten und Mittel zur Suche und Rettung auf See.
In den kanadischen Medien gab es im Anschluss Anschuldigungen, Großbritannien hätte ein unsicheres Schiff geliefert. Die mit der Beileidsbekundung des britischen Verteidigungsministers Geoff Hoon getätigte Aussage, man werde Kanada die Kosten für die Bergung in Rechnung stellen, und Caveat emptor (Der Käufer müsse Acht geben) führten zu weiterer Missstimmung. Viele Veteranen des Zweiten Weltkriegs waren empört über die Äußerungen angesichts der Opfer, die Kanada damals gebracht hatte.

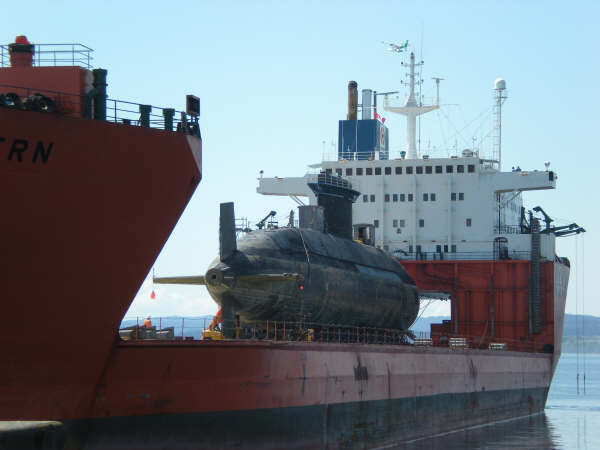
Chicoutimi während der Überführung

Im Mai 2009 erreichte die Chicoutimi nach einer einmonatigen Überführung auf dem Halbtaucherschiff Tern, unter anderem durch den Panamakanal, die Stadt Esquimalt an der Westküste Kanadas für einen 24-monatigen Aufenthalt im Trockendock der Victoria Shipyards Ltd.